# Аутфилдер

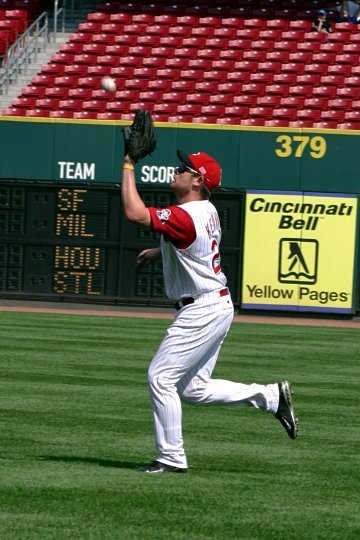
Аутфилдер Остин Кирнс, ловящий мяч

Аутфилдер (англ. Outfielder) — общий термин, которым в бейсболе обозначается один из трёх игроков, занимающих оборонительную позицию во внешнем поле (аутфилд) — наиболее удалённой от дома части поля. Группу аутфилдеров составляют левый, центральный и правый филдеры. В системе бейсбольной нумерации данным позициям присвоены номера 7, 8 и 9, соответственно.
Среди известных аутфилдеров числятся Хэнк Аарон, Джо Ди Маджо, Бейб Рут, Микки Мэнтл, Тед Уильямс и другие.

## Игровые задачи
Расположение игроков не является строго фиксированным и зависит от текущей игровой ситуации, а также от особенностей бьющего: возможны смещения как по «ширине» (влево/вправо), так и по «глубине» (ближе/дальше от инфилда). В общем случае задачи перед аутфилдерами следующие:
- наилучший сценарий: поймать отбитый мяч на лету (до того, как он коснется земли, ограждений или покинет площадку). Правильно оценить шансы на такую попытку. В некоторых случаях разумнее дать мячу приземлиться, если шансы поймать мяч в воздухе невелики.
- правильно оценить (спрогнозировать) вероятный отскок мяча от газона и ограждений. Исходя из этого, занять наиболее удобную позицию, которая позволит за минимальное время поймать мяч и бросить его в зону инфилда.
- при необходимости быстро и точно бросить пойманный мяч игрокам инфилда (как правило, на вторую или третью базу; реже кэтчеру в дом).

Обычно, если мяч отбит в аутфилд, бьющий без проблем достигает первой базы. В этом случае задача защиты – предотвратить достижение им последующих баз (дабл, трипл).
Кроме того,  если мяч пойман на лету (лайн-аут, флай-аут), и на базах есть бегущие, они могут попытаться занять следующую базу (разрешено покинуть исходную базу после того, как мяч пойман). Как правило, осуществляется попытка перейти со второй базы на третью или с третьей в дом. В этом случае задача аутфилдера - помешать этому быстрым броском на нужную базу (либо в дом).  Следует отметить, что если мяч отбит далеко («глубоко») в аутфилд, подобная задача становится трудновыполнимой.
Важными качествами для игроков аутфилда являются хорошая скорость (поскольку в их зоне ответственности большая площадь и необходимо покрывать большие расстояния), умение ловить мяч на лету (часто на бегу и даже в прыжке), хорошая сила и точность броска (поскольку необходимо бросать мяч на большие расстояния).

## Особенности позиций
Несмотря на схожесть задач всех аутфилдеров и определенную взаимозаменяемость, есть некоторые особенности, которые влияют на подбор и расстановку игроков в аутфилде.
№7 Левый филдер (LF) – из всех аутфилдеров  находится ближе всех к третьей базе (расстояние до второй у всех примерно одинаковое). Поэтому задача броска игроку третьей базы для него наименее сложная. 
№8 Центральный филдер (CF) – наиболее важная и сложная позиция в аутфилде.  Он отвечает за самый большой участок поля и вынужден покрывать наибольшую площадь. Как правило, это самый быстрый игрок среди аутфилдеров (довольно часто среди всех игроков команды).
Кроме того, он выполняет роль страхующего для угловых филдеров.
№9 Правый филдер (RF) - из всех аутфилдеров  находится дальше всех от третьей базы, поэтому должен обладать хорошим броском. Поскольку среди бьющих преобладают праворукие, и они редко отбивают в правую зону, правый филдер, как правило, наименее загружен.
Важным аспектом для угловых (левого и правого) филдеров является работа с возможными отскоками мяча от боковых ограждений. Поскольку конфигурация поля и примыкающих конструкций уникальна для каждого стадиона, необходимо до начала игры обратить внимание на все существующие особенности.